# 10TP
Der 10TP war der Prototyp eines polnischen mittleren Panzers aus der Zeit des Zweiten Weltkrieges. Er wurde in den Jahren vor dem deutschen Überfall auf Polen 1939 unter der Leitung von Rudolf Gundlach hergestellt und getestet. Der 10TP war Teil des ehrgeizigen polnischen Aufrüstungsprogramms der späten 1930er-Jahre, das durch den Ausbruch des Krieges unterbrochen wurde.

## Beschreibung
Der 10TP basierte auf den US-amerikanischen Christiepanzern M1928 und 1931, von denen Polen zwei Exemplare bestellt hatte, die aber nicht geliefert wurden. Polen konnte aber einige Unterlagen dieser Panzer beschaffen. Infolgedessen verfügte der 10TP über ein kombiniertes Rad-/Kettenlaufwerk und konnte sowohl im Gelände auf Ketten als auch auf der Straße ohne Ketten auf den Antriebsrädern fahren. Er gehört damit in eine Klasse mit den britischen Cruiser-Tank-Kreuzer-Panzerkampfwagen und den sowjetischen BT-Panzern, die ebenfalls auf den Christie-Entwürfen basierten.
Der Kommandant des 10TP verfügte über Gundlachs damals neuartigen, um 360° drehbaren Winkelspiegel G wz. 34 zur Gefechtsfeldbeobachtung unter Panzerschutz.
Der Treibstofftank fasste 130 l.